# Buckshot (rapper)
Buckshot, pseudonimo di Kenyatta Blake (Brooklyn, 19 novembre 1974), è un rapper statunitense conosciuto per esser stato il leader del collettivo Boot Camp Clik, e del gruppo Black Moon.
Ha inciso un album solista, tre con il producer 9th Wonder, uno con KRS-One, quattro album con i Black Moon e quattro album con il Boot Camp Clik.

## Biografia
Nato e cresciuto a Brooklyn, Kenyatta Blake a.k.a. Buckshot Shorty comincia a reppare nei cerchi di freestyle dei dintorni. Al liceo frequenta 5 ft, Dj Evil Dee e Mr. Walt, con i quali fonda il super team di produzioni Da Beatminerz.
Nel 1992, Buckshot, 5 ft e Dj Evil Dee, formano i Black Moon.
Il trio incide il singolo "Who Got Da Props?" nel 1993, che raggiunse l'86ª posizione della Billboard Hot 100, che gli valse un accordo discografico con la Nervous Records. Più tardi lo stesso anno, i Black Moon incisero il loro primo album, Enta Da Stage, accolto col favore della critica.
L'album vede la partecipazione di Havoc dei Mobb Deep e di due futuri membri del Boot Camp Clik, ovvero Tek e Steele degli Smif-N-Wessun.
Nel 1994 con Dru-Ha lasciano la Nervous Records per formare la Duck Down Management. Lo stesso anno, Buckshot firma e supervisiona la creazione dell'album di debutto degli Smif N' Wessun Dah Shinin'.

## Discografia
Album da solista
- 1999 - The BDI Thug

Con i Black Moon
- 1993 - Enta da Stage
- 1999 - War Zone
- 2003 - Total Eclipse
- 2019 - Rise of da moon

Con i Boot Camp Clik
- 1997 - For the People
- 2002 - The Chosen Few
- 2006 - The Last Stand
- 2007 - Casualties of War

Album collaborativi
- 2005 - Chemistry (con 9th Wonder)
- 2006 - The Formula (con 9th Wonder)
- 2009 - Survival Skills (con KRS-One)
- 2012 - The Solution (con 9th Wonder)
- 2014 - Backpack Travels (con P-Money)